# ウジェーヌ2世・ド・リーニュ

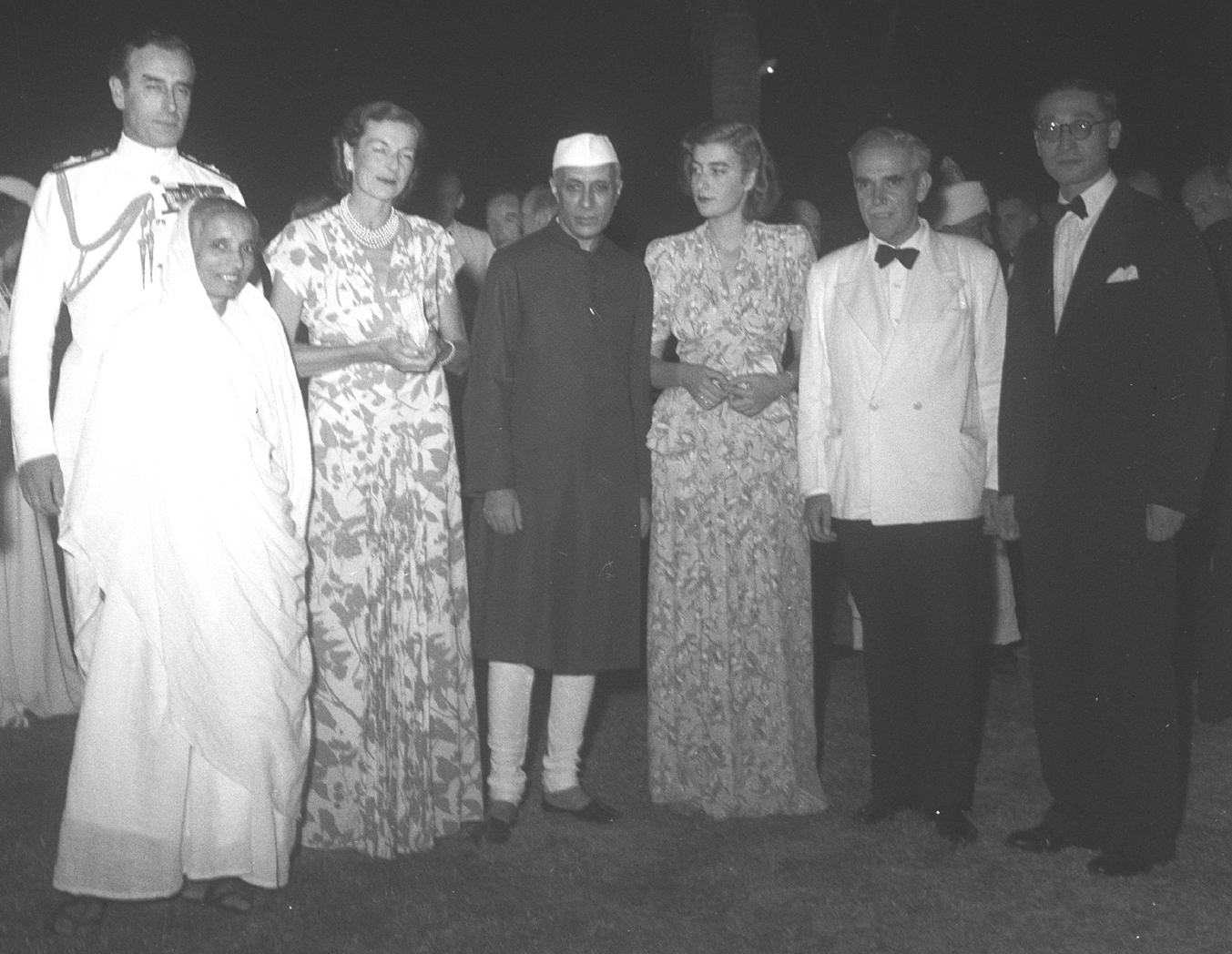
ニューデリーの中国大使館で開かれた双十節記念晩餐会に出席し、ネルーやマウントバッテン卿一家らと並ぶリーニュ公（右から2番目）、駐インド大使時代の1947年10月10日撮影

ウジェーヌ・フレデリック・マリー・ラモラル・ド・リーニュ（Eugène II Frédéric Marie Lamoral, 11e prince de Ligne, 1893年8月10日 ブルイユポン城 - 1960年6月26日 ベルイユ）は、ベルギーの貴族・外交官。第11代リーニュ公、アンブリス公及びエピノワ公、オーストリア系金羊毛勲章受章者。

## 生涯
ベルイユに近い、トゥルネーとアトの間の一帯の土地を領した一族を祖とし、家系を11世紀に遡ることのできるベルギーの高級貴族リーニュ家に生まれた。リーニュ公エルネストと、その妻でロラン・ド・コッセ＝ブリサック侯爵の娘であるディアーヌの間の長男。1917年2月28日パリにて、ポワ公フランソワ・ド・ノアイユの娘フィリッピーヌ（1898年 - 1991年）と結婚した。
哲学・文学を大学で治めた後、1920年外交官試験に優の成績で合格した。以後、各国駐在大使館員としてブカレスト、パリ、マドリード、ロンドン、ワシントンD.C.と欧米の大都市を転々とした。1920年代にパッカード社製乗用車でインド旅行をしている。1925年には妻とベルギー委任統治領ルアンダ＝ウルンディに滞在した。1931年アフリカでの自動車探検隊に参加し、サハラ砂漠を縦断してベルギー領コンゴ及びその南部ルバ地方に到達、またこのときハルツーム、カイロ、ルクソール及びアレクサンドリアなどアフリカ諸都市をも訪れた。
1937年父の死と同時にリーニュ公位を継承した。1940年ナチスのベルギー占領に際しては、アントウェルペンでベルギー軍の自動車部隊の司令官として防衛に従事した。ナチス占領中も、居城ベルイユ城にユダヤ人の子供26人を匿い、強制収容所への移送から守った。また300人のユダヤ人に避難場所を用意し命を救った。こうした業績から、1975年、ヤド・ヴァシェムはリーニュ公に「諸国民の中の正義の人」の称号を贈った。
1947年から1951年まで駐インド大使としてニューデリーに、1951年から1958年まで駐スペイン大使としてマドリードに赴任した。スペイン大使の職は、ポール＝アンリ・スパーク内閣が任命した前任の大使ベイエンス男爵が、スペイン総統フランコが保護していたベルギー人コラボのレオン・デグレルの身柄引き渡しを要求してフランコの怒りを買い、退任させられたために後任となったものである。

## 子女
妻との間に2男2女があった。
- ボードゥアン・マリー・ラモラル（フランス語版）（1918年 - 1985年） - 第12代リーニュ公
- イザベル・マリー・フランソワーズ・ディアーヌ（1921年 - 2000年） - 第3代ヴィジャロバル侯爵（スペイン語版）カルロス・デ・サーベドラ・イ・オソレス（ベルギー駐在スペイン大使ロドリゴ・デ・サーベドラ・イ・ビネント（スペイン語版）の長子）と結婚
- ヨランド・マリー・ジャンヌ・シャルロット（フランス語版）（1923年 - 2023年） - オーストリア大公カール・ルートヴィヒと結婚
- アントワーヌ・マリー・ジョアシャン・ラモラル（1925年 - 2005年） - 第13代リーニュ公、ルクセンブルク大公女アリックスと結婚

## 引用・脚注
1. ↑  
"Chevaliers de la Toison d'Or". AntiquesAntos.com (フランス語). 2011年5月5日閲覧。
2. ↑  Siehe auch Liste der Ritter des Ordens vom Goldenen Vlies, Nr. 1250
3. ↑  
Gubwant Malik (2010), Susan’s Tiger (英語), Writers Serv, p. 105, ISBN 1-904623-78-6。
4. ↑  
John Bale (2002), Imagined Olympians: body culture and colonial representation in Rwanda (英語) (1. ed.), Univ Of Minnesota Press, p. 120
5. ↑  
John Bentley (1953), The old car book (英語), Arco Pub., p. 74
6. ↑  
Hanne Hellemans. "Schimmen met een ster. Het bewogen verhaal van joodse ondergedoken kinderen tijdens de Tweede Wereldoorlog in België" (PDF; 639 kB). Bibliothèque / Bibliotheek (オランダ語). CegeSoma.be. p. 204. 2011年5月5日閲覧。
7. ↑  
"Belgium and the Jewish World" (PDF; 236 kB). News from Belgium (英語). Diplomatie.Belgium.be. February 2011. 2011年5月5日閲覧。
8. ↑  Yad Vashem yadvashem.org
9. ↑  
Gubwant Malik (2010), Susan’s Tiger (英語), Writers Serv, p. 106, ISBN 1-904623-78-6。